# Коммунаровское сельское поселение (Волгоградская область)
Коммуна́ровское се́льское поселе́ние — муниципальное образование в составе Ленинского района Волгоградской области.
Административный центр — посёлок Коммунар.

## История
Коммунаровское сельское поселение образовано 14 февраля 2005 года в соответствии с Законом Волгоградской области № 1004-ОД.

## Население
| 2010  | 2012  | 2013  | 2014  | 2015  | 2016  | 2017  |
| ----- | ----- | ----- | ----- | ----- | ----- | ----- |
| 1018  | ↗1026 | ↘1008 | ↗1012 | ↗1021 | ↘1017 | ↗1020 |
| 2018  | 2019  | 2020  | 2021  |       |       |       |
| ↘1001 | ↘979  | ↘954  | ↘944  |       |       |       |

## Состав сельского поселения
| № | Населённый пункт | Тип населённого пункта          | Население |
| - | ---------------- | ------------------------------- | --------- |
| 1 | Ковыльный        | хутор                           | 75        |
| 2 | Коммунар         | посёлок, административный центр | 882       |
| 3 | Надеждин         | хутор                           | 61        |